# Tommaso Ceva

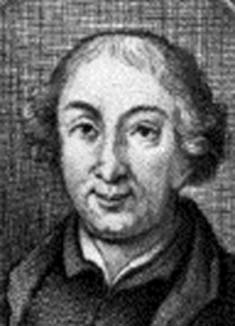
Tommaso Ceva.

Tommaso Ceva (* 20. Dezember 1648 bei Mailand; † 3. Februar 1737 ebenda) war ein italienischer Jesuit, Dichter und Mathematiker. Er ist der Bruder des italienischen Mathematikers Giovanni Ceva (1647 oder 1648–1734, Satz von Ceva).

## Leben
Tommaso Ceva trat 1663 in den Jesuitenorden ein und lehrte an mehreren Kollegien des Ordens bis an sein Lebensende. Er schrieb unter anderem das lateinische Gedicht Puer Jesus, das er selbst als komisches Heldengedicht angesehen wissen wollte.
Seine Schrift De natura gravium (Mailand 1669) machte als erste die Newtonsche Gravitationslehre in Italien bekannt und trug zu deren Verbreitung bei.
In seinen Opuscula mathematica (Mailand 1699) stellte er mehrere mathematische Untersuchungen vor, so die Teilung des Winkels. Eine zu diesem Zweck von ihm konstruierte Kurve ist heute als Zykloide oder Trisektrix von Ceva bekannt. Ceva erfand auch ein Instrument zur Winkelteilung.